# Прока Сильвий
Прока Сильвий (лат. Proca Silvius) — мифический царь Альба-Лонги, в младенческом возрасте подвергшийся нападению стриксов и спасённый нимфой Карной. Прадед Ромула и Рема.

## Биография
Согласно преданию Альба-Лонга была основана Асканием как колония Лавиния. Город был столицей Латинского союза и важным религиозным центром. Альбой-Лонгой правили цари из рода Сильвиев, потомки брата или сына Аскания. Из этой династии, по материнской линии, происходили близнецы Ромул и Рем — основатели Рима.
Французский историк XVIII века Луи де Бофор первым высказал мнение об искусственности списка царей Альба-Лонги. Данная теория была поддержана последующим учёными и остаётся общепризнанной. Список служил для заполнения трёхсотлетней лакуны между падением Трои и основанием Рима. Археологические открытия XX века позволили судить, что список был сформирован Квинтом Фабием Пиктором или кем-то из его предшественников. По мнению Александра Грандаззи первоначальный список был создан в середине IV века до н. э.
Прока был сыном двенадцатого царя Авентина Сильвия. Во время июньских календ, когда царевичу было пять дней от роду, он подвергся нападению стриксов — злых духов в облике птиц. Услышав крики ребёнка, к нему прибежала кормилица. Она увидела, что ребёнок побледнел, а на его щеках следы от когтей. Тогда кормилица позвала на помощь нимфу Крану. Придя, она отогнала духов, трижды прикоснувшись веткой земляничника к дверям и порогу и обрызгав их водой. После, она предложила стриксам внутренности двухмесячного поросёнка в качестве замены ребёнку. Прикрепив к оконной щели колючку терновника, Крана уходит, а к Проке возвращается румянец.
Кристофер Макдоно предположил месопотамское происхождение легенды. Указав на её схожесть с рассказами о Ламашту — львиноголовой демонице из аккадской мифологии. Ей также приносили в жертву свиней, чтобы защитить от неё детей.
Согласно Дионисию Галикарнасскому, Прока Сильвий правил в течение 23 лет. Роланд Ларош считал это число искусственным. Исходя из срока правления предшественника Проки — 37 лет, их общее время правления длилось 60 лет, что составляет ровно два поколения по тридцать лет. Также, исследователь отмечал, что срок правления Проки идентичен сроку правлению римского царя Анка Марция.
Власть Прока завещал своему старшему сыну Нумитору. Но его младший сын Амулий изгнал Нумитора, убил его сына, а дочь Рею Сильвию сделал весталкой.
В поэме Вергилия «Энеида» Анхис рассказывая Энею своё пророчество, называет Проку «народа троянского гордость».

## Этимология имени
Дионисий Галикарнасский, Тит Ливий и Овидий называют царя Прокой. Диодор Сицилийский и Евсевий Кесарийский приводят другой вариант имени — Порка. В средневековых работах встречаются варианты Проканос («Chronographeion Syntomon»), Перкас («Избранная Хронография» Георгия Синкелла) и Прокнакс («Excerpta Latina Barbari»).
В «Первом Ватиканском мифографе» царя называют Палатином. Конрад Трибер считал это имя отголоском древней традиции, которая связывала Проку с Палатинским холмом. Другой такой отголосок он видел в строке из «Метаморфоз» Овидия:

Прока верховную власть над народом держал палатинским.
Оригинальный текст (лат.)Iamque Palatinae summam Proca gentis habebat.

Также Трибер указывал на что имя царя похоже на имя Прокула Юлия — легендарного римского патриция засвидетельствовавшего превращение Ромула в бога Квирина.
Гари Фарни связывал имя царя с родственицей Энея — Прохитой (лат. Prochyte). Она умерла во время пребывания Энея у Кумской сивиллы. Жрица запретила хоронить троянку в Италии. Поэтому её похоронили на одном из Флегринских островов, который носит её имя.
Кристофер Макдоно, анализируя легенду о нападении стриксов на Проку, указывал на схожесть имени ребёнка (лат. Proca) с названием животного (лат. porca; свинья), предложенного духам в качестве замены. Александр Грандаззи считал связь Проки со свиньёй поздней традицией, появившейся не ранее III века до н. э.
Александр Грандаззи и Робин Хард считали что образ Проки появился задолго до формирования списка царей Альба-Лонги. Имя царя связывали с латинским словом (лат. procer; предводитель).

## Надпись

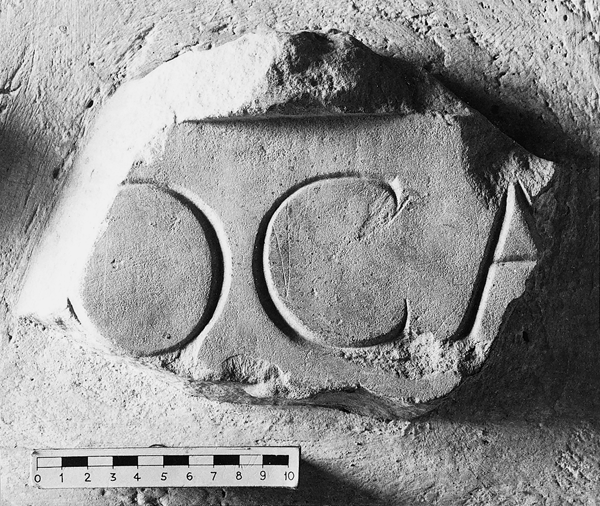
Осколок надписи с базы статуи Проки Сильвия

Статуя Проки Сильвия была установлена на Форуме Августа вместе со статуями остальных царей Альба-Лонги. Во время раскопок Форума был найден осколок надписи с базы статуи царя. На осколке сохранилось три латинские буквы OCA. Текст надписи был реконструирован на основании анализа всех найденных осколков. Предполагаемый текст надписи: 

[Пр]ока [Сильвий]
[Авентина Сильвия с(ын)]
[Альбой правил 23 го(да)]
[четырнадцатый царь].
Оригинальный текст (лат.)[Pr]oca [Silvius]
[Aventini Silvii f(ilius)]
[Albae regnavit ann(os) XXIII]
[quartus decimus rex].